# 张志刚 (动物医学家)
张志刚（1981年5月4日—），中国内蒙古呼和浩特市和林格尔县人，东北农业大学动物医学学院教授，研究方向为动物源性食品安全、兽医临床药物安全性评价、围产期奶牛营养代谢病等，中国“长江学者奖励计划”青年学者。参与“973”和“863”计划等多个重点项目，取得多项专利，获得中国教育部霍英东青年教师奖等奖项。

## 生平
2000至2004年在内蒙古民族大学动物医学专业攻读学士学位；
2004至2009年在吉林大学临床兽医学专业攻读博士学位；
2012年起任职于东北农业大学动物医学学院，2016年升任教授。 

## 学术兼职
中国畜牧兽医学会兽医内科与临床诊疗学分会常务理事，中国畜牧兽医学会高级会员，中国毒理学会会员，黑龙江省畜牧兽医学会理事，黑龙江省青年科技工作者协会理事。